# Jörg Wojahn

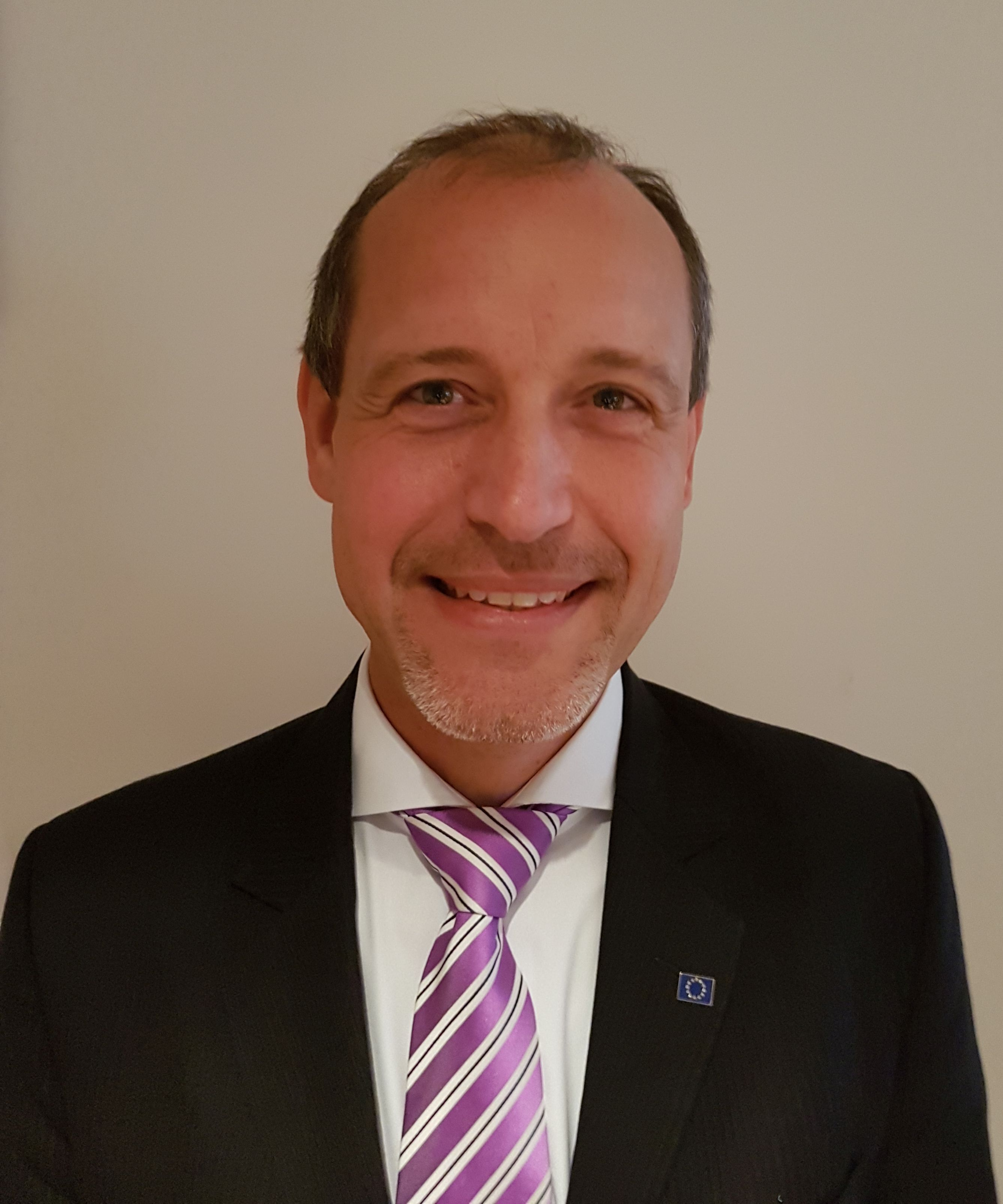
Jörg Wojahn (2018)

Jörg Guido Wojahn (* 17. März 1971 in München) ist ein deutscher EU-Beamter. Vom 1. September 2019 bis August 2023 leitete er die Vertretung der Europäischen Kommission in Deutschland.

## Leben und Beruf
Wojahn studierte nach seinem Abitur in München von 1991 bis 1997 Rechtswissenschaft an der Universität Passau und der Universidade de Santiago de Compostela. 1999 promovierte er an der Christian-Albrechts-Universität Kiel und legte im Jahr 2000 sein zweites juristisches Staatsexamen am Oberlandesgericht Karlsruhe ab. Danach war Wojahn vier Jahre Redakteur und Korrespondent der österreichischen Tageszeitung Der Standard, bevor er 2004 Sprecher des Europäischen Amts für Betrugsbekämpfung (OLAF) in Brüssel wurde. Von 2009 bis 2014 war er Botschaftsrat an der Delegation der Europäischen Union für Saudi-Arabien, Oman, Kuwait, Katar und Bahrain in Riad, von 2015 bis 2019 Leiter der Vertretung der Europäischen Kommission in Österreich. Seit dem 1. September 2019 ist er als Nachfolger von Richard Kühnel Leiter der Vertretung der Europäischen Kommission in Deutschland.